# Nasum
Nasum var ett svenskt grindcoreband som grundades 1992 av Anders Jakobson och Rickard Alriksson. Bandet var ett av få mer politiskt drivna grindcoreband och ett av de mer aktiva. [källa behövs] Detta anses ha lett till ett uppsving i populartiteten hos genren.[källa behövs] Deras verk räknas mer eller mindre som klassiker i genren.
Efter att sångaren Mieszko Talarczyk dog i tsunamikatastrofen i Sydostasien 2004 lades bandet ner, eftersom de andra medlemmarna inte ville fortsätta utan honom.
Sent 2011 annonserade Nasum att åka på en avskedsturné 2012 som blev deras 20-årsjubileum och farväl för gott. Bandet bestod av Anders Jakobson, Urban Skytt, Jon Lindqvist, före detta medlemmen Jesper Liveröd och sången hanterades av Keijo Niinimaa från finska grindcorebandet Rotten Sound.

## Medlemmar
Senaste medlemmar
- Anders Jakobson – basgitarr (1992–1994), gitarr (1992–1996), trummor, bakgrundssång (1996–2004, 2012) (även i Coldworker)
- Jesper Liveröd – basgitarr, bakgrundssång (1999–2003, 2012) (Burst, Dislars)
- Jon Lindquist – basgitarr (2003–2004), gitarr, bakgrundssång (2012) (Victims, Acursed, Outlast)
- Urban Skytt – gitarr (2003–2004, 2012) (Regurgitate, f.d. Crematory)

Tidigare medlemmar
- Rickard Alriksson – trummor, sång (1992–1995) (Necrony, Genocide SS, The Accidents)
- Mieszko Talarczyk – gitarr (1993–2004; död 2004), basgitarr (1994–1999), sång (1994–2004) (Genocide SS )

Livemedlemmar
- Per Karlsson – trummor
- Keijo Niinimaa – sång (2012) (Rotten Sound)

Bidragande musiker (studio)
- Petter Freed – gitarr (2003)
- Rickard Alriksson – sång (2003)
- Jörgen Sandström – sång (2003)
- Shane Embury – basgitarr (2003)
- Rogga Johansson – growl (2004)

## Diskografi

### Demo
- Domedagen (1994)

### Studioalbum
- Inhale/Exhale (1998)
- Human 2.0 (2000)
- Helvete (2003)
- Shift (2004)

### Livealbum
- Doombringer (2008)

### EP
- Industrislaven (1995) (CD/12" vinyl)
- World In Turmoil (1997)
- Namnlös 7" EP (släpptes som bonus EP tillsammans med Inhale/Exhale LP:n) (1999)

### Samlingsalbum
- Grind Finale (2006)

### Annat
- "Who Shares the Guilt?" / "Blind World" (delad 7" vinyl: Nasum / Agathocles, 1993)
- Really Fast Vol. 9 (Samlingsalbum, div. artister, 1993)
- Grindwork (delad CD: Nasum / Retaliation / Clotted Symmetric Sexual Organ / Vivisection, 1994)
- "Smile When You're Dead" / "Fuego y Azufre!" (delad 7" vinyl: Nasum / Psycho, 1996)
- Regressive Hostility (delad CD: Nasum / Irritate / Autoritär / Denak / Slight Slappers / Cardioid, 1998)
- "Religion Is War" / "The Black Illusions" (delad 7" vinyl: Nasum / Abstain, 1998)
- "The Nasum / Warhate Campaign" (delad 7" vinyl: Nasum / Warhate, 1999)
- "Untitled" / "Dogma II: Colorless Green Ideas Sleep Furiously [24-31]" (delad 7" vinyl: Nasum / Asterisk (2000)
- "Skitsystem / Nasum" (delad 7" vinyl: Nasum / Skitsystem, 2002)
- Polar Grinder (Samlingsalbum, div. artister, 2002)
- Live in Japan - Grind Kaijyu Attack! (delad 12" vinyl: Napalm Death / Nasum, 2009)

## Utmärkelser
- 2004 - P3 Guld för årets rock/metal, för albumet Helvete.[3]